# Saint-Rémy (Saona e Loira)
Saint-Rémy è un comune francese di 6 147 abitanti situato nel dipartimento della Saona e Loira nella regione della Borgogna-Franca Contea.
Qua è nato il lottatore Christophe Guénot. 

## Società

### Evoluzione demografica
Abitanti censiti

## Amministrazione

### Gemellaggi
- Ottweiler